# Saema Ansar
Saema Ansar, född  5 juni 1976, är biträdande forskare och docent vid medicinska fakulteten på Lunds universitet. Hon är aktiv inom verksamhetsområdet neurokirurgi som projektledare för neurovaskulär forskning. Ansar disputerade 2007 med en avhandling angående användning av proteinkinashämmare vid sen cerebral ischemi i samband med subarachnoidalblödning.
Hon har fortsätt publicera studier inom området cerebral ischemi, särskilt i samband med subarachnoidalblödning, med hjälp av olika musmodeller. Förhoppningen är även att kunna använda musmodeller för att studera olika aspekter av alteplasbehandling och dra slutsatser som kan förbättra omhändertagandet av människor i samband med ischemisk stroke. 
Ansar betonade i en intervju med Universitetsläraren vikten av transparenta rekryteringar, skapandet av bra nätverk och mentorskap för att förbättra situationen för postdoktorer. 2019 erhöll hon ett stipendium på 600 000 från Stiftelsen Konsul Thure Carlssons Minne för forskning för att förbättra trombolys och återhämtning efter stroke med hjälp av nanoteknologi.